# Sunshine Coast Daily
O Sunshine Coast Daily é o único jornal diário que serve especificamente a região de Sunshine Coast, em Queensland, na Austrália. O jornal é de propriedade da News Corp Australia.
Em 2008, a circulação do Sunshine Coast Daily foi de 21.604 de segunda a sexta-feira e 34.716 no sábado.  Em 2015, esses números caíram para 12.200 de segunda a sexta-feira e pouco menos de 18.000 no sábado.[carece de fontes?]
Há também várias publicações comunitárias anexadas ao jornal, o Caloundra Weekly, o Maroochy Weekly, o Nambour Weekly e o Buderim Chronicle. O Sunshine Coast Daily também é responsável pela produção das Caboolture News, Noosa News e Bribie Weekly.